# Panhard & Levassor Type X47

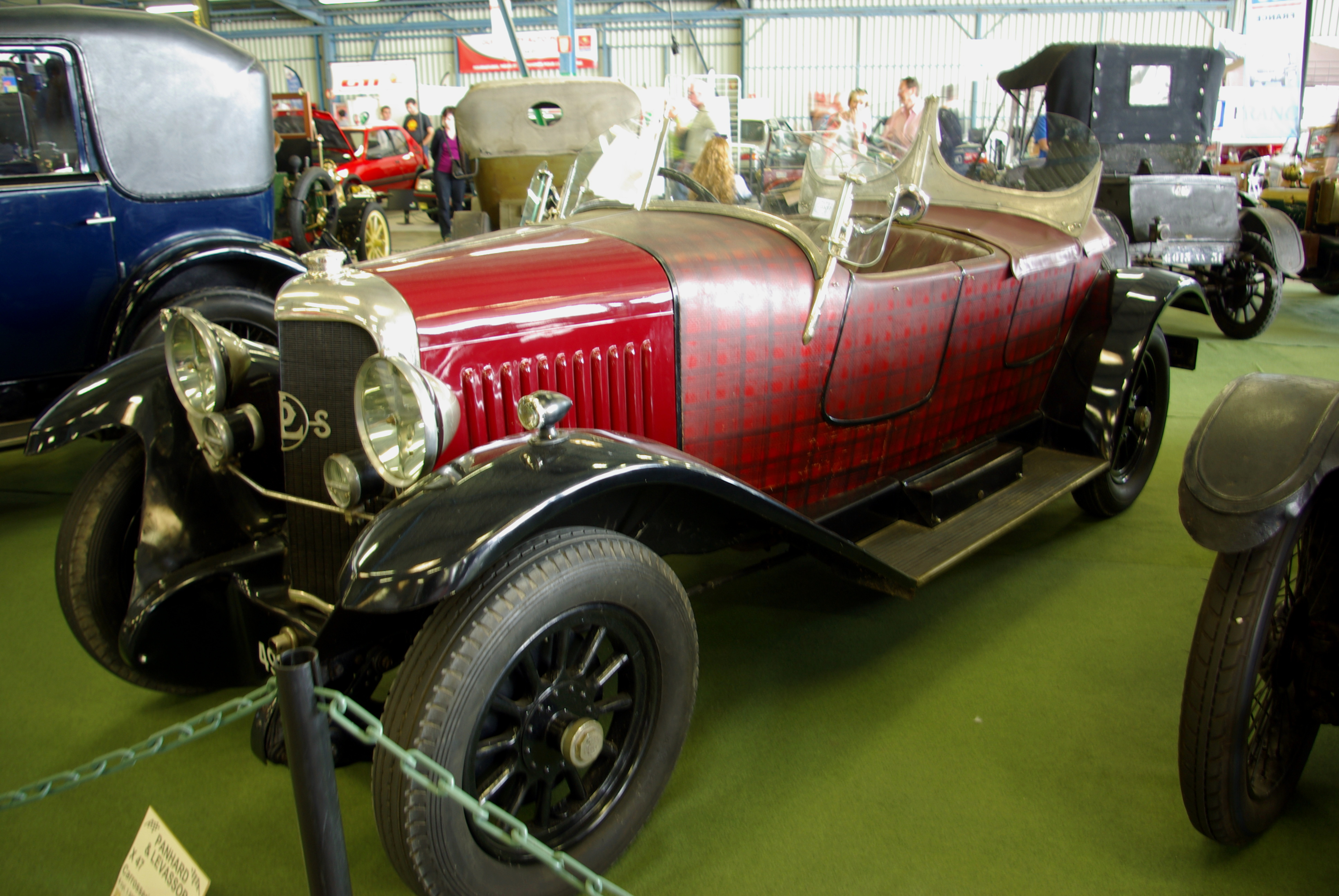
Als sportlicherer Tourenwagen

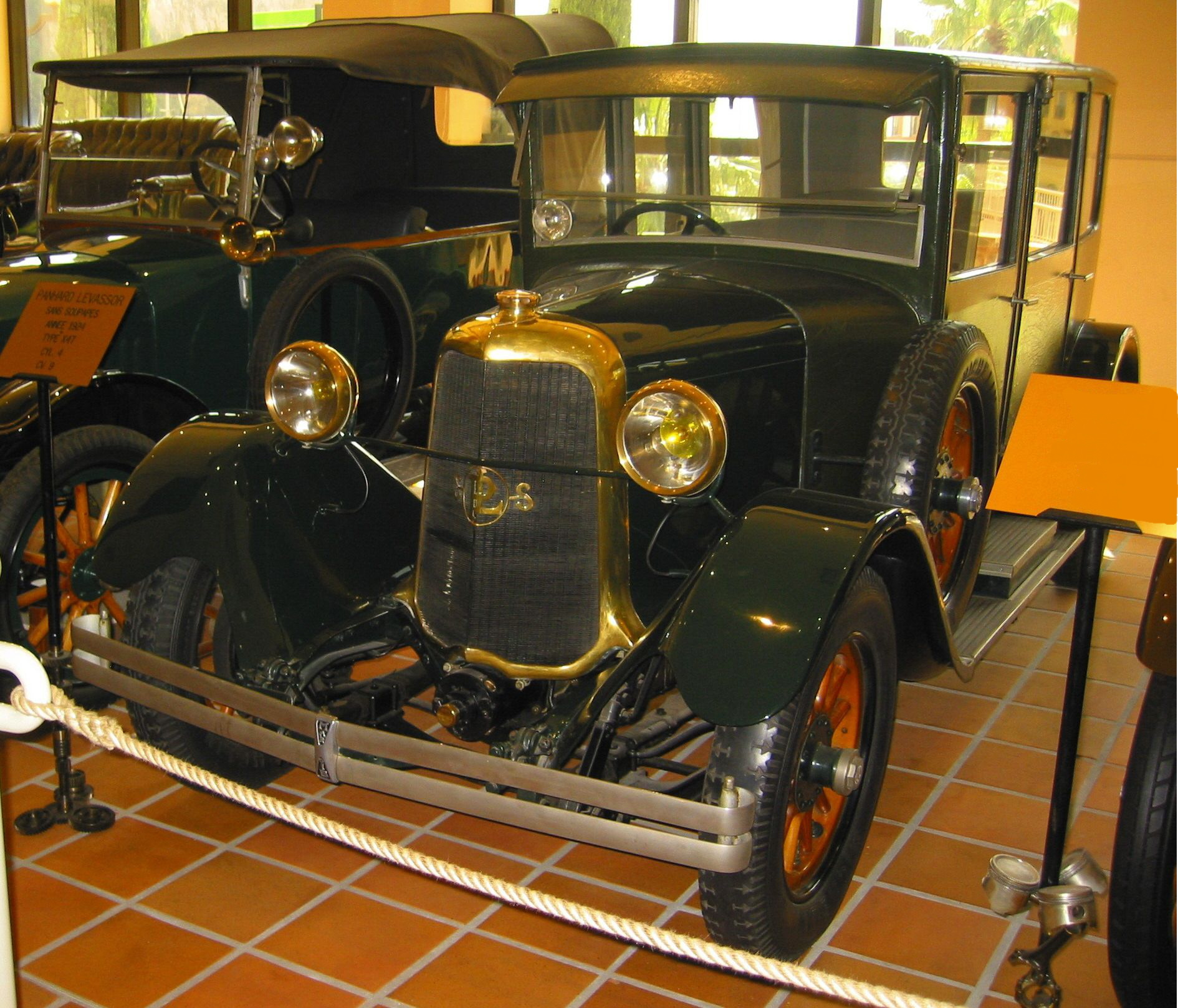
Als Limousine

Der Panhard & Levassor Type X47 ist ein Pkw- und Nutzfahrzeugmodell der 1920er Jahre. Hersteller war Panhard & Levassor in Frankreich.

## Beschreibung
Die Fahrzeuge haben einen ventillosen Schiebermotor nach einer Lizenz von Charles Yale Knight. Im Motorcode „SK4C4“ steht das „K“ für Knight und die „4“ für die Anzahl der Zylinder.
Der Vierzylinder-Reihenmotor hat 67 mm Bohrung, 105 mm Hub und 1481 cm³ Hubraum. Er wurde auch 10 CV und 10 CV Sport genannt. Die Leistung des Frontmotors wird über eine Kardanwelle an die Hinterachse übertragen. Der Motor leistet 30 PS.
Der Radstand beträgt zwischen 294 cm und 327 cm. Einzelne Angaben für 1926 belaufen sich auf 294 cm für die normale Version, während er für die Sportausführung nicht überliefert ist. 1927 betrugen die Angaben sowohl für die normale als auch für die sportliche Variante 294 cm und für die Langversion 327 cm.
Bekannt sind die Karosseriebauformen Torpedo, Limousine, Landaulet, Pullman-Limousine und Pick-up.
Die Produktion lief von 1924 bis 1927. In den ersten drei Kalenderjahren wurden 38, 1183 und 1772 Pkw der normalen Ausführung sowie 0, 10 und 12 der Sport-Ausführung hergestellt. Zusammen sind das 3015 Fahrzeuge, von denen 767 exportiert wurden.
1927 folgte der Type X60. In der Statistik sind seine Verkaufszahlen nicht von denen des Type 47 getrennt. In dem Jahr wurden 648 Standard- und 11 Sportausführungen gebaut und davon 137 und 5 exportiert.

## Nutzfahrzeuge
Außerdem gab es von Oktober 1924 bis 1927 Nutzfahrzeugvarianten. Genannt werden 500 kg, 750 kg und 850 kg Nutzlast sowie ein Lastkraftwagen. In den einzelnen Jahren entstanden 0, 37, 17 und 19 Fahrzeuge, wobei das die letzte Zahl erneut den Type X60 einschließt. Die vier Exporte fanden 1927 statt.